# Obiezione di coscienza alle spese militari
L'obiezione di coscienza alle spese militari, in Italia, indica una forma di disobbedienza civile rispetto alle spese militari sostenute dallo Stato italiano per garantire e promuovere le proprie forze armate.
Il simbolo è stato rappresentato da una moneta da 500 lire (poi sostituita da quella di 1 euro) dalla quale spicca il volo la colomba della pace, con il ramoscello d'ulivo nel becco.

## Storia
Il primo caso si è registrato nel 1971 a La Spezia quando Manrico Mansueti, rifiuta di corrispondere nella dichiarazione dei redditi il 12,50% del proprio reddito, per contestare le spese militari dello Stato italiano e solidarizzare con alcuni obiettori di coscienza al servizio militare incarcerati nella città, devolvendo analoga cifra ad un lebbrosario indiano.
Negli anni successivi l'episodio viene ripetuto solo sporadicamente (tra questi Rocco Campanella e Luciano Benini del Movimento Internazionale di Riconciliazione); ma quando nel 1981 il governo di Giovanni Spadolini decide di accettare l'installazione di missili statunitensi dotati di testata nucleare nella base NATO Comiso (RG), tre associazioni pacifiste - Il Movimento Nonviolento, il Movimento Internazionale di Riconciliazione e la Lega per il Disarmo Unilaterale di Carlo Cassola - decidono di organizzare una campagna nazionale di obiezione alle spese militari convocando un'assemblea nazionale a Bologna nei giorni 11 e 12 dicembre. Lo slogan della Campagna è “Svuotare gli arsenali, riempire i granai” riprendendo una famosa espressione dell'allora Presidente della Repubblica Sandro Pertini. L'equivalente di quanto lo Stato italiano destina alle spese militari, inizialmente quantificato nel 2% del reddito annuo lordo, sarà poi portato al 5,5% nel corso degli anni.
Nel decennio 1981-1990 la campagna vede l'adesione di numerose altre associazioni come la Lega Obiettori di Coscienza (1982), Pax Christi (1986), l'Associazione per la Pace (1990) e il Servizio Civile Internazionale (1990), la Lega per il Disarmo Unilaterale (1979) che portano fino a 4800 gli aderenti. Questi ultimi subiscono la reazione dello Stato che procede alla denuncia amministrativa dei soggetti seguita da alcuni pignoramenti: la Corte Costituzionale infatti con numerose sentenze stabilisce che la difesa della Patria, in quanto obbligatoria, va sostenuta anche fiscalmente. La stragrande maggioranza degli aderenti limita comunque la sua partecipazione al disotto del tetto per il quale non scatta la sanzione da parte dell'Agenzia delle entrate. Un punto a favore la campagna lo ottiene il 17 novembre 1989 quando la Corte di cassazione, dopo un percorso giudiziario durato sette anni e composto da 15 processi con sentenze di primo e secondo grado, assolve tre obiettori fiscali "perché il fatto non costituisce reato" dall'accusa di propaganda.
Con l'adesione dell'Italia alla guerra del Golfo nel 1991 e l'istituzione del Nuovo Modello di Difesa da parte del governo Andreotti VI, la campagna ha un aumento della notorietà, grazie alla forte reazione emotiva causata dall'entrata in guerra del paese, a quasi 50 anni di distanza dalla seconda guerra mondiale; nello stesso anno gli aderenti superano le 10.000 unità, annoverando tra loro molti esponenti politici e religiosi come l'allora direttore di Famiglia Cristiana Don Antonio Sciortino, il presidente di Pax Christi Don Renato Sacco e il teologo don Enrico Chiavacci.

## Presupposti teorici
Il presupposto su quale si basa l'obiezione di coscienza, teorizzato per la prima volta dal Mahatma Gandhi, è che di fronte ad una legge che contrasta palesemente con la propria coscienza (sia essa religiosa o laica) su questioni etiche di fondamentale importanza, che mettano in gioco aspetti di vita o di morte, è dovere delle persone rifiutare di seguirla, subendone piuttosto le conseguenze, amministrative o penali, che la legge prevede, ed impegnarsi per ottenere una legge migliore.
Non è quindi un semplice rifiuto di pagare le tasse, considerate legittime quando si fa parte di una comunità, ma il dirottamento di parti di queste, considerate immorali, in favore di capitoli di spesa considerati più eticamente orientati, in nome di un precetto più alto della legge stessa.

## Il fondo per la pace
L'ammontare di quanto destinato dagli aderenti al fondo istituito per la raccolta fu inviato ogni anno il 4 novembre (data simbolica in quanto coincidente con la festa delle forze armate e non armate), tramite assegno accompagnato da una lettera contenente le motivazioni della campagna, al Presidente della Repubblica in carica. Tutti i Presidenti hanno rifiutato l'assegno rispedendolo al mittente. I presidenti Francesco Cossiga (per due volte, nel 1988 e nel 1989) e Oscar Luigi Scalfaro (nel 1993 e nel 1994) accettarono di girarlo al ministero delle Finanze per verificare la possibilità di accettarlo, ma in tutte le occasioni fu respinto al mittente.
Il fondo per la pace istituito per gestire l'ammontare equivalente della fiscalità non versata aumentò così nel corso degli anni fino a raggiungere, nel 1996, circa due miliardi di lire. Dai 17 milioni e mezzo di lire del 1982 si passa ad una obiezione fiscale di 182 milioni del 1989 e di 410 milioni del 1991, per poi scendere nel 1994 a circa 200 milioni di lire.
Il fondo, oltre al pagamento delle spese organizzative, legali e di pubblicità (con la nascita del periodico formiche di pace), permise il finanziamento di disparate attività tra le quali la più rilevante, con 40 milioni di lire, risulta essere l'apertura, dal 1995 al 1997, di una ambasciata di pace a Pristina, nel Kosovo, coordinata dal sociologo Alberto L'Abate dove si cercò di prevenire l'apertura di un nuovo fronte bellico a causa dell'insorgere della guerra nella Ex-Jugoslavia. Altre attività finanziate furono il finanziamento di un progetto in ex-Jugoslavia dedicato alle donne vittime di violenza (1992, 10 milioni di lire); la stampa presso le Edizioni Gruppo Abele del libro di Gene Sharp “Politica dell'azione nonviolenta”, terzo di una trilogia dedicata alla Difesa Popolare Nonviolenta; l'acquisto di un pulmino da donare alla marcia di pace Mir Sada (1993, 3 milioni di lire); la Ong indiana LAFTI (Land For Tillers Freedom) per il sostegno ai contadini colpiti da un ciclone (1994, 35 milioni di lire); la Ong Serpaj (Servizio Paz y Justitia) di Adolfo Pérez Esquivel per tre progetti in Brasile, Paraguay e Nicaragua destinati alla promozione dell'obiezione di coscienza al servizio militare (1995, 18 milioni di lire).

## Conseguenze politiche della campagna
Oltre alle iniziative estemporanee sopra descritte, la campagna nel decennio 1991-2000 mira ad alcuni risultati concreti, che in parte riesce a raggiungere. Viene aggiunta una proposta politica alla semplice obiezione, che mira alla costituzione di una difesa civile non armata da affiancare perlomeno a quella militare, in modo da poter utilizzare gli obiettori di coscienza in servizio civile che, grazie alla legge 772/1972 e alle sue successive modifiche, hanno raggiunto in quegli anni i 100.000 all'anno.
La Legge 230 del 1998 è una diretta conseguenza di questa attività: riconosce il servizio civile come alternativo (e non sostitutivo) al servizio militare e consente agli obiettori di coscienza in servizio civile di poter espatriare nel corso del loro servizio per partecipare a missioni umanitarie fuori dal territorio nazionale; sancisce inoltre l'impegno ad avviare esperimenti di difesa popolare nonviolenta e di diplomazia popolare.
In seguito la Legge 64/2001 ha istitutito il servizio civile nazionale, definito espressamente “finalizzato a concorrere, in alternativa al servizio militare obbligatorio, alla difesa della Patria con mezzi e attività non militari”; nella stessa legge si prevede (art. 9) la possibilità di svolgere servizio civile all'estero “in strutture per interventi di pacificazione e cooperazione fra i popoli”;
Ancora, il D.P.C.M. 18.02.2004 ha disposto l'insediamento del Comitato di Consulenza per la Difesa Civile Non Armata e Nonviolenta presso l'Ufficio per il Servizio Civile Nazionale (UNSC), con funzioni di ricerca, formazione e informazione sulla DPN. Infine, la sentenza della Corte Costituzionale 228/2004 del 16.07.2004 secondo cui anche il nuovo Servizio Civile Volontario è parte integrante del dovere di difesa della patria (art. 52).
L'istituzione della legge, nella legge finanziaria del 2006, che permette di destinare il cinque per mille dell'imposta IRPEF alle associazioni con attività socialmente rilevanti può essere considerato un altro risultato indirettamente raggiunto dalla campagna. In questo modo gli aderenti hanno la garanzia che almeno una parte della loro fiscalità è utilizzata per motivi pacifici.
La promulgazione di queste leggi, unita alle sempre maggiori difficoltà di aderire materialmente alla campagna grazie all'avvento della dichiarazione dei redditi semplificata per i lavoratori dipendenti, ha portato le associazioni fondatrici Movimento Internazionale di Riconciliazione e Movimento nonviolento a lasciare la campagna nel 1999, sostituite dall'arrivo di altre (Beati i costruttori di pace e Associazione Comunità Papa Giovanni XXIII) interessate all'applicazione della legge 230 per portare i propri obiettori nelle zone di conflitto. Dopo il 2010 la campagna perde parte della sua capacità propulsiva e si trasforma lentamente in una campagna antimilitarista, dotata di un'assemblea nazionale e di un comitato politico.

### Approfondimento
- Drago A., Mattai G., L'obiezione fiscale alle spese militari. Torino, Edizioni Gruppo Abele, 1986.
- Giannini G., L'obiezione di coscienza al servizio militare, alle spese militari, professionale, etnica, al giuramento, alle prestazioni sanitarie obbligatorie. Perugia, Satyagraha, 1985.
- Maori A., La guerra dei nonviolenti, Tricase, Youcanprint, 2013.
- Strada G. (Emergency), Nè un soldo né un uomo, lettera ai quotidiani italiani, Kabul, febbraio 2003.
- Gallo D., Dal dovere di obbedienza al diritto di resistenza: obbedienza, disobbedienza e resistenza di fronte all'illegalità dello Stato nucleare. Edizioni Movimento Nonviolento, Perugia, 1985.
- Turchi A., Coscienti evasori. Problemi e prospettive dell'obiezione fiscale., Franco Angeli, Milano, 2011.
- Campanella R., Guerra e aborto, dialogo di un obiettore fiscale con vescovi, preti, laici. Omnia ed., Milano, 1985.